# タイワンヨロイアジ
タイワンヨロイアジ（Platycaranx malabaricus）は、スズキ目アジ科に属する比較的大型の海水魚である。体長は最大で全長60cmに達した記録があるが、通常みられるのは全長30cmほどの個体である。インド洋と太平洋の熱帯・亜熱帯域に広く生息し、その生息域は西は南アフリカ、東は日本や台湾、オーストラリアにまで広がっている。大陸棚上の岩礁やサンゴ礁、砂底の湾などでみられる。同じヨロイアジ属の多くの種と類似した外見をもつが、鰓耙数、そして舌が灰褐色であることなどから他種と識別できる。肉食魚であり、様々な種類の小魚や甲殻類、頭足類を捕食する。生息域のほとんどにおいて漁業における重要性は小さいが、様々な漁法で混獲されることがある。

## 分類
アジ科のヨロイアジ属Carangoidesに属するとされていたが、2022年にタイワンヨロイアジ属Platycaranxに分類が変更された。
タイワンヨロイアジは2人のドイツの魚類学者、マルクス・エリエゼル・ブロッホとヨハン・ゴットロープ・テアエヌス・シュナイダーによる大著である『110の画像付分類魚類学』の1801年版の中で、他の多くの魚類とともに初記載された。この時の学名はScomber malabaricus であり、サバ属Scomberに分類されている。後にこの分類は誤りだと判明し、まずアジ科のギンガメアジ属Caranxに、そしてWilliamsとVenkataramaniによって1978年にヨロイアジ属に移された。本種は現在までに2度独立に再記載されている。最初は1958年にWilliamsによってCarangoides rectipinnus として、そして二度目はKotthausによってCarangoides rhomboides として記載されている。このいずれの学名も国際動物命名規約の先取権の原則に基づいて無効なシノニムとされている。なお、種小名のmalabaricus および英名のMalabar trevallyはタイプ標本が採集された、インド・ケーララ州北部のマラバール地域(Malabar region)にちなむ。

## 形態

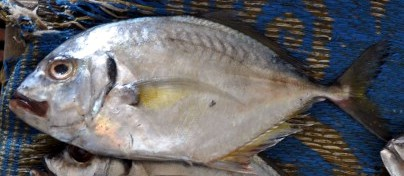
胸には無鱗域があり、この特徴で同属種のアオカガミアジP. talamparoidesと識別できる。

アジ科に典型的な強く側扁したほぼ楕円形の体、そして長い背鰭と臀鰭をもつ。体高は高く、体長の約半分になる 頭頂部から項部にかけては急峻で、輪郭はほぼ直線となっている。両顎に小さい絨毛状歯からなる歯列があり、前方の歯は犬歯状になることもある。第一鰓弓の鰓耙数は上枝が8本から12本、下枝が21本から27本となっている。口は大きく斜位で開く。椎骨数は24でありその内訳は腹椎が10、尾椎が14である。背鰭は2つの部分に分かれる。前方にある短く高い第一背鰭は8棘、後方にある第二背鰭は1棘、20-23軟条である。臀鰭は前方に2本の遊離棘があり、それを除くと1棘、17-19軟条である。胸鰭は鎌形になる。尾柄は細く、尾鰭は深く二叉する。側線は前方でゆるやかな曲線を描き、曲線部と直線部の交点は第二背鰭の第12から第14軟条の下部にある。側線直線部には19から36の弱い稜鱗（ぜいご）が存在し、側線全体での稜鱗数は31から55になる。胸部には鱗が全くなく、無鱗域は両胸鰭から腹鰭まで後方に広がり時として臀鰭の始部にまで達する。体長は最大で全長60cmに達した記録があるが、普通にみられるのは30cm以下の個体である。
体色は背部では銀色に青灰色が混じるが、腹部にかけて色あせて銀白色になる。鰓蓋の上縁には黒い班が存在する。舌が特徴的な灰褐色から褐色になる。尾鰭や背鰭軟条部、臀鰭は薄い緑色を帯びた黄色あるいは浅黒い色で、他の鰭は無色透明である。背鰭、尾鰭の端は白色に縁取られることもある。

## 分布
インド洋と太平洋の熱帯・亜熱帯域に広く生息する。生息域は西は南アフリカやマダガスカル から、北へアフリカ東海岸やペルシャ湾に広がっているが、紅海からは1860年にCaranx malabaricus という学名で記録 されて以降捕獲の記録が無い。生息域はそのまま東へスリランカ、タイ、インド、そしてバヌアツやニューカレドニアなどの数々の太平洋の島々へと広がっている。北は日本、南はオーストラリア北部まで生息する。台湾や日本を含むいくつかの太平洋の国々では稀種であり、捕獲の記録はわずかである。
日本においては三重県の尾鷲市場で採取されたことが記録されている。北限記録として、神奈川県の相模湾から得られた例がある。
本種は沿岸海域の様々な環境でみられ、一般的には水深30mから140mに位置する事が多い。岩礁やサンゴ礁でよくみられる。幼魚は浅い砂底の湾でよく見られ、やや濁った水域でもみられることがある。エスチュアリーから発見された記録も、タイにおいて少なくとも一件ある。

## 生態

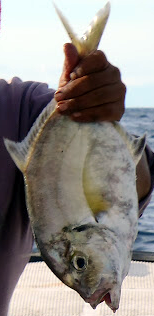
釣り上げられたタイワンヨロイアジ

しばしば群れをつくる。特に幼魚は浅い湾で群れを作って泳ぐのがよくみられるが、加齢につれ単独で行動することが多くなる。
それほど攻撃性は強くなく、小型の浮遊性、漂泳性のオキアミやエビといった甲殻類を捕食するほか、イカや魚も捕食することがある。食性にはしばしば地域差があり、マレーシアでは多毛類の蠕虫を好んで捕食する事が知られている。鰓の濾過のメカニズムに関する研究を通し、本種の濾過領域は、プランクトンを濾過摂食するような種にみられる目の細かい領域と、大きな生物を捕食する種にみられる目の粗い領域、という2つのタイプの中間にあることが分かった。このことは本種が比較的大型の魚やイカを捕食するのに加えて、小さなオキアミのような獲物も濾過して捕食することができることを示している。オーストラリア北部では季節によって食性が周期的に変化する事が知られている。当地では通常はエビ類を主に捕食するが、イカの個体数が増える季節はイカを好んで捕食するようになるという。
繁殖についてはほとんど分かっておらず、1984年にインド沖で行われた研究の一部で言及されている程度である。この研究によれば本種の繁殖期は2月から10月で、そのピークは7月から9月だという。各個体は1年に1回産卵していた。性成熟に達する際の体長は両性ともに161mmであった。また、産卵数は個体の体重とサイズに比例していた。南アフリカ沿岸の一部では特定の季節に幼魚の群れが現れることが観察されており、こちらも一年に一度産卵が起きることを示唆している。本種は他の熱帯性の種と同様に比較的短命で、個体群のターンオーバーは速い。

## 人間との関係
生息するほとんどの地域で漁業における重要性は小さく、漁業の主対象とするほどの価値はない。こういった地域でも本種が混獲による漁獲量のかなりの割合を占めている事はあるが、2001年時点での本種の漁獲量は持続可能な水準にあることが分かっている。ただしインドおよび東南アジアの一部では本種が商業的に重要であり、他のどの地域よりも多量の漁獲がある。FAOの統計によれば、2001年の1年間でペルシャ湾では本種の混獲による漁獲量が278tに達したという。本種はトロール網、刺し網、延縄、定置網など様々な漁法で捕獲される。南アフリカでは釣り人によって軽めのタックルでエビや小魚を餌にして釣られるほか、スピアフィッシングで捕獲される事もある。食用にはそれほど適しておらず、成長するにつれ身がぱさ付く。大型個体ではシガテラ毒を持つ可能性も高まる。